# Mercedes-Benz W212
La Mercedes-Benz W212 è la quarta generazione della Mercedes-Benz Classe E, un'autovettura di fascia alta prodotta dalla casa automobilistica tedesca Mercedes-Benz dal 2009 al 2016.

## Storia

### Genesi e debutto

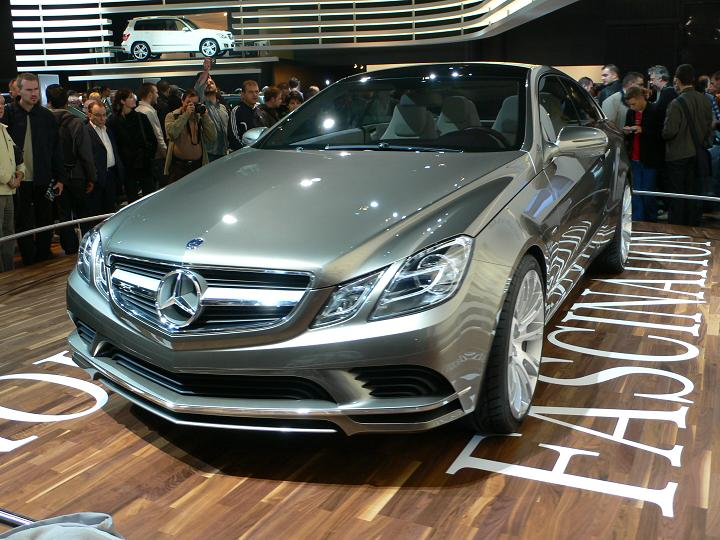
Mercedes Fascination Concept del 2008, prototipo che ha anticipato la Classe E

Più o meno con l'introduzione del restyling della Mercedes-Benz W211, a metà del primo decennio del XXI secolo, vennero avviati i lavori destinati alla realizzazione della sostituta della W211 stessa.
Una delle specifiche più severe che i designer del Centro Stile interno si trovarono a dover soddisfare fu quella della miglior penetrazione aerodinamica possibile in una berlina dal classico corpo vettura a tre volumi. Un assaggio di alcune delle caratteristiche estetiche della futura vice-ammiraglia Mercedes-Benz si ebbe nell'autunno del 2008, al Salone dell'automobile di Parigi, quando venne esposta la concept FascinationConcept, una sorta di vettura dalla carrozzeria ibrida coupé-station wagon (gli inglesi la chiamerebbero Shooting Break) che nel frontale e nei parafanghi posteriori anticipava già alcuni dei tratti della futura berlina di segmento E.
Dopo che nel dicembre 2008 le prime foto della berlina cominciarono ad essere diffuse dalla stampa specializzata, il debutto definitivo della nuova Classe E avvenne il 10 gennaio 2009 al Salone dell'automobile di New York.

### Design esterno ed interno
Nel complesso, la linea della W212 si presenta più spigolosa, ma anche più moderna rispetto a quella della W211 sua antenata: come già detto, molti sono i richiami alla FascinationConcept presentata pochi mesi prima ed alcuni di questi sono a loro volta mutuati da precedenti produzioni della Casa tedesca. Inoltre, sempre a livello generale, la linea non appare stravolta, perché conserva sempre un'impostazione classica, pur se con stilemi del tutto nuovi.

Dalla concept presentata al precedente Salone di Parigi, la W212 riprende innanzitutto il disegno del frontale, sempre a doppi proiettori, con quelli esterni di maggiori dimensioni, ma non più di forma ellissoidale, bensì quadrangolare. Tali proiettori sono inoltre tagliati nella zona superiore dalla linea obliqua della battuta del cofano motore, in maniera tale da conferire un taglio aggressivo ai gruppi ottici stessi. 

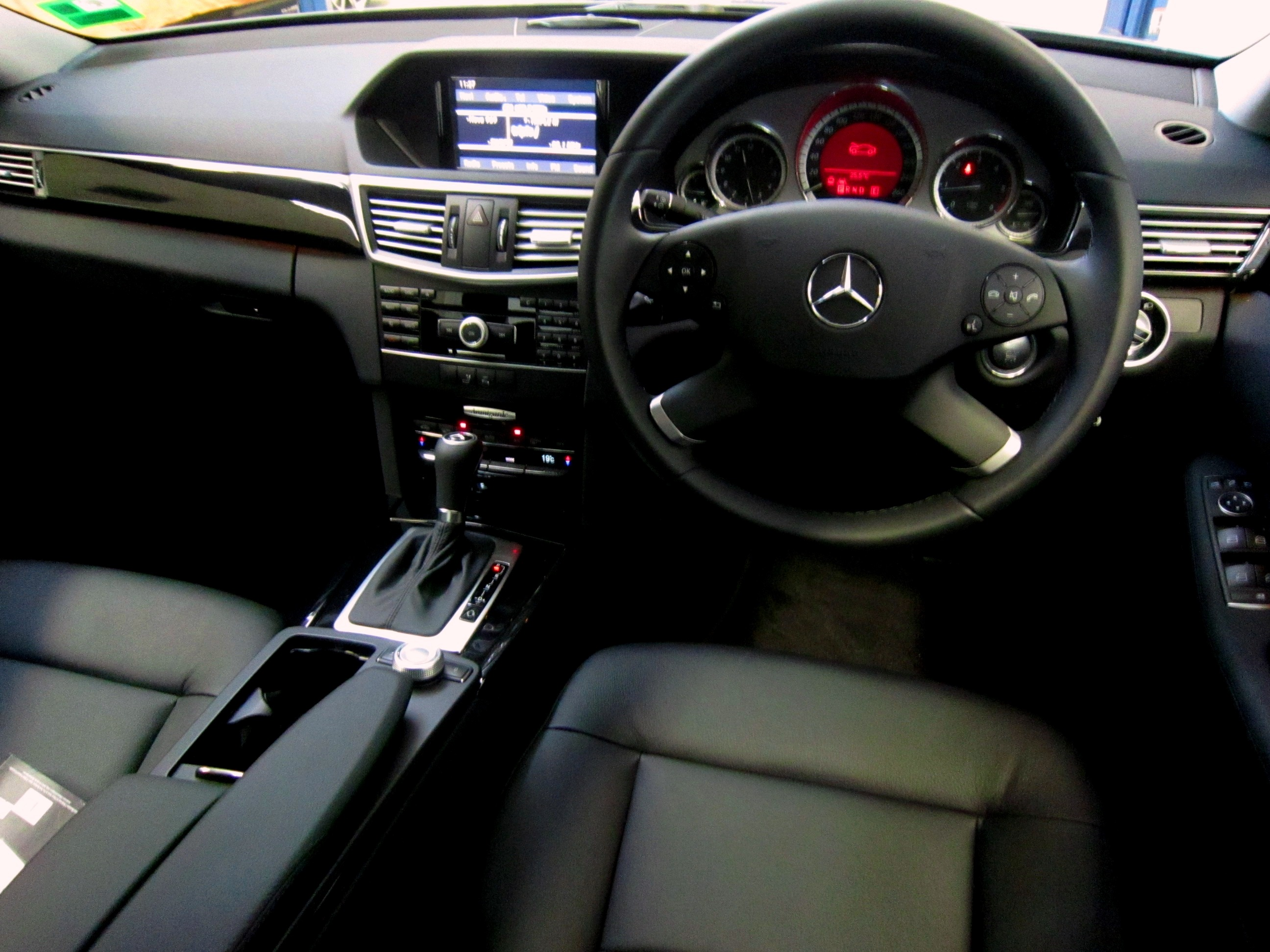
Interni di una Classe E 250 CDI in versioni Avantgarde del 2010

Rimanendo sul cofano motore, sono chiaramente visibili le due nervature longitudinali che scendono ad introdurre la grande calandra della casa a tre listelli orizzontali cromati all'interno di una cornice cromata dai bordi più spessi. Il paraurti anteriore, dotato di bombature alle due estremità, mostra tre prese d'aria, delle quali quella centrale porta aria fresca al vano motore, mentre quelle laterali si occupano di raffreddare i dischi anteriori. Proprio le due prese d'aria laterali incorporano anche l'alloggiamento per i fendinebbia. Interessante dal punto di vista stilistico anche la fiancata, dove spiccano le due nervature laterali atte a rendere più grintosa questa prospettiva della vettura. Particolare anche il disegno a V degli indicatori di direzione integrati nei retrovisori esterni, ma ancora di più lo è il disegno del parafango posteriore, caratterizzato da una bombatura che tende ad allungarsi all'indietro, un po' come avveniva già oltre cinquant'anni prima nelle Mercedes-Benz della serie Ponton. La coda evidenzia la presenza dei nuovi gruppi ottici trapezoidali a sviluppo orizzontale che vanno in parte ad avvolgere l'angolo tra coda e fiancata. Tali fari sfruttano la tecnologia a led e sono tagliati in due dalla linea dello sportello per il vano bagagli.
Classico e moderno si fondono anche nell'abitacolo, dove spicca il volante multifunzione a quattro razze, dietro il quale si apre il cruscotto a cinque strumenti: indicatore livello carburante, orologio, tachimetro, contagiri e temperatura dell'acqua. La plancia a sviluppo orizzontale è dominata dal grande display da 7 pollici del Comand APS, protetto da un'apposita palpebra per eliminare il riverbero della luce esterna. Posteriormente, il divano offre una buona abitabilità per due persone, ma l'eventuale terzo occupante centrale si trova un po' più penalizzato. I braccioli centrali, sia quello anteriore che quello posteriore, nascondono dei pratici vani portaoggetti. Il vano bagagli, ovviamente ridisegnato, offre all'incirca le stesse capacità del vano bagagli della W211, ma è più fruibile.

### Struttura, meccanica e motori

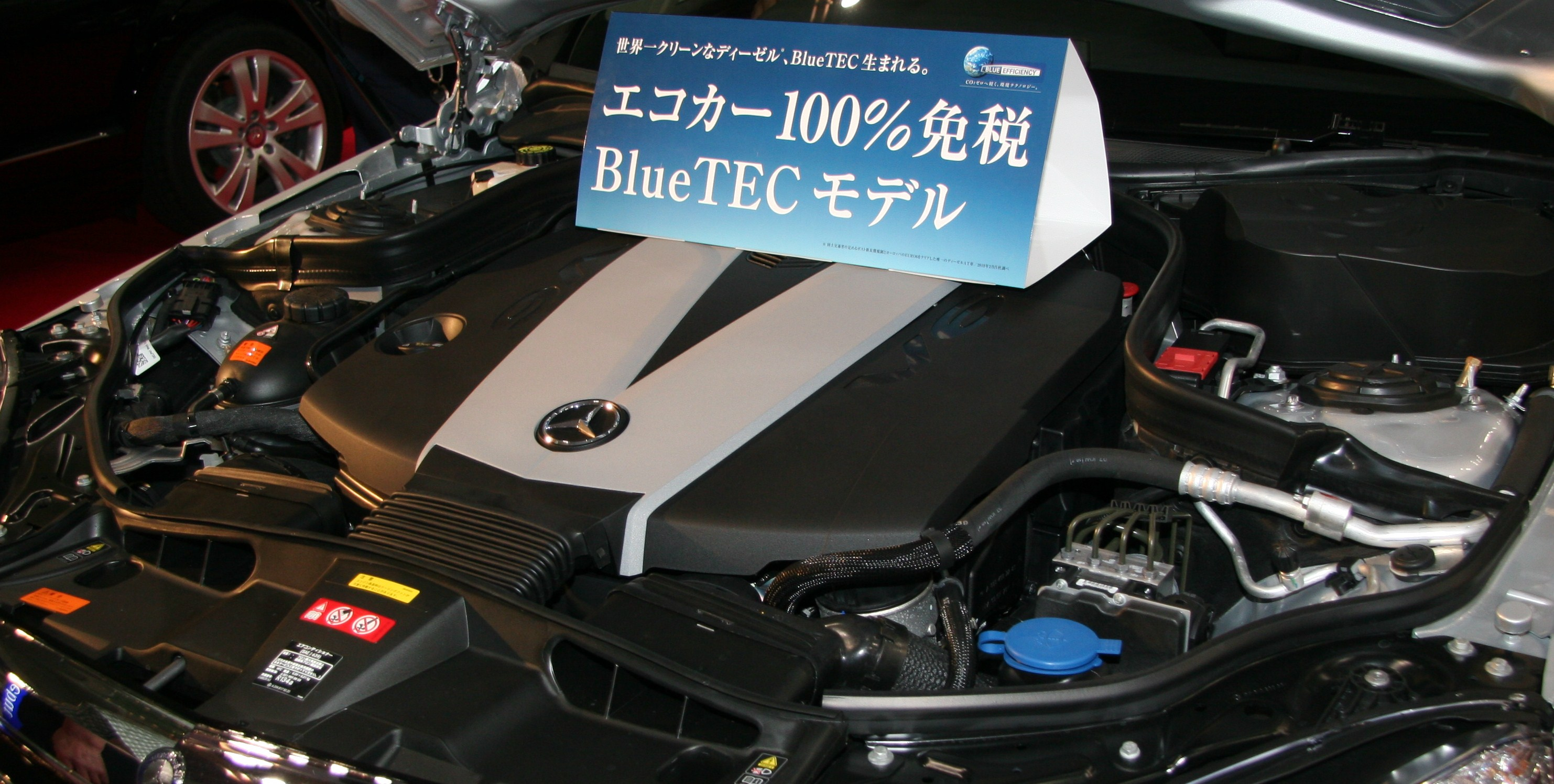
Il vano motore di una E 350 BlueTEC della serie 212

La W212 utilizza un pianale che in realtà non è del tutto nuovo, ma frutto dell'evoluzione del precedente, poiché della piattaforma W211 è stato aumentato il passo di 20 mm, la carreggiata anteriore di 23 e quella posteriore di 49 mm. Di più nuova concezione è invece la scocca, per la cui progettazione e realizzazione è stata data particolare priorità al contenimento dei pesi. La struttura è infatti composta per il 72% da acciaio ad alta resistenza (più resistente, ma anche più leggero), con conseguente aumento della rigidità torsionale di circa il 30% rispetto alla Classe E W211. Anche le componenti esterne della vettura sono stati progettati sotto il segno dell'efficienza, e particolare cura è stata dedicata alla penetrazione aerodinamica, in modo da ridurre i consumi e le emissioni nocive: il Cx raggiunto in questo modo è di 0,25, contro lo 0,26 ottenuto a suo tempo dalla W211, quest'ultimo già un valore notevole. Al miglioramento aerodinamico concorrono anche particolari come la calandra a listelli ad apertura variabile, i cerchi in lega dal disegno specificamente realizzato ed una protezione sottoscocca per il motore, la quale favorisce il flusso aerodinamico anche sotto il corpo vettura.
Le sospensioni propongono la soluzione MacPherson ad asse sterzante semivirtuale (doppio snodo) in alluminio all'avantreno, mentre il retrotreno propone lo schema multilink a 5 bracci. Su entrambi gli assi sono presenti molle elicoidali ed ammortizzatori a gas con sistema Direct Control per la gestione dello smorzamento. Opzionalmente è possibile avere le ormai note sospensioni pneumatiche Airmatic a controllo elettronico.
L'impianto frenante prevede quattro dischi autoventilanti, quelli anteriori da 344 mm e quelli posteriori da 320 mm. Tale sistema è corredato ovviamente da ABS, ESP e assistenza elettronica alla frenata d'emergenza.
Lo sterzo è a cremagliera con servosterzo ad incidenza variabile in funzione della velocità.
Al suo debutto la W212 era disponibile nel mercato italiano in due motorizzazioni a benzina e tre a gasolio:
- E 350 CGI: motore V6 ad iniezione diretta da 3498 cm³ con potenza massima di 292 CV;
- E 500 V8: motore V8 ad iniezione indiretta da 5461 cm³ con potenza massima di 388 CV;
- E 220 CDI BlueEFFICIENCY: motore quadricilindrico in linea bi-turbodiesel common rail da 2143 cm³ con potenza massima di 170 CV;
- E 250 CDI BlueEFFICIENCY: motore quadricilindrico in linea bi-turbodiesel common rail da 2143 cm³ con potenza massima di 204 CV;
- E 350 CDI BlueEFFICIENCY: motore V6 turbodiesel common rail da 2987 cm³ con 231 CV di potenza massima.

Due le varianti di cambio inizialmente previste a seconda della motorizzazione: le motorizzazioni a 4 cilindri sono tutte accoppiate ad un cambio manuale a 6 marce, ma con alcune variazioni a seconda dei mercati di destinazione. Ad esempio, per il mercato italiano la E 250 CDI era prevista in quei primi anni di commercializzazione con un cambio automatico a 5 rapporti. Le motorizzazioni V6 e V8, invece, montano un cambio automatico sequenziale a 7 rapporti.

## Evoluzione

### I primi anni di carriera

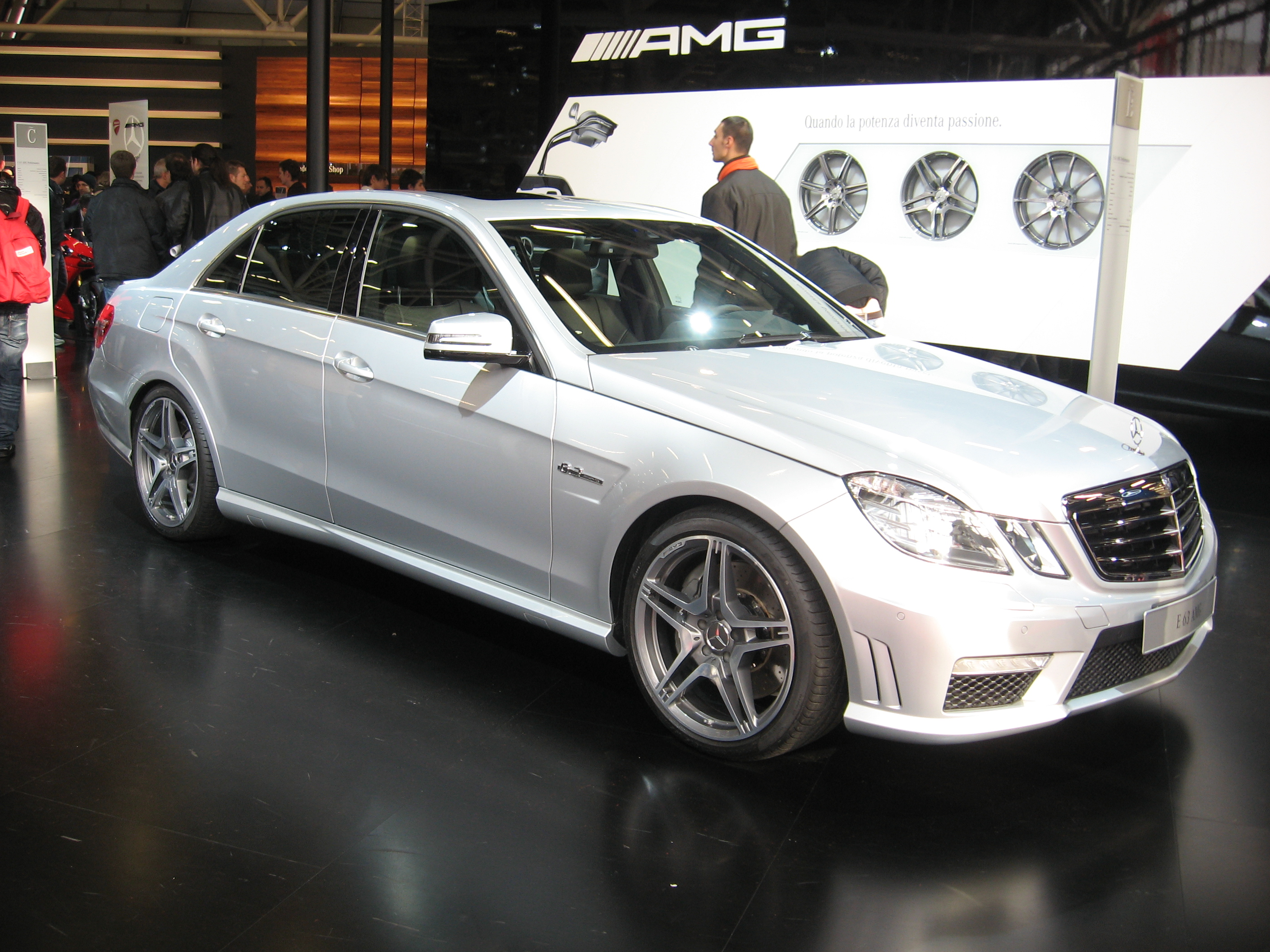
La sportiva E 63 AMG con motore da 525 CV

La produzione viene avviata nel marzo del 2009, inizialmente solo con carrozzeria berlina a tre volumi e a 4 porte. Nell'estate dello stesso anno, quindi pochi mesi dopo il lancio, la gamma si amplia notevolmente con l'arrivo di svariati modelli: inizialmente compare nei listini la E 250 CGI BlueEFFICIENCY, equipaggiata con un 1,8 turbocompresso da 204 CV e dotata di un cambio automatico sequenziale a 5 rapporti; vi è poi la E 350 CDI BlueTEC, la quale sfrutta l'azione chimica dell'additivo AdBlue che mescolandosi nel catalizzatore con i gas di scarico abbatte l'emissione degli ossidi d'azoto. Tale versione monta un 3 litri turbodiesel, lo stesso della 350 CDI BlueEFFICIENCY, ma depotenziato a 211 CV. Vengono inoltre lanciate le tre versioni a trazione integrale 4-MATIC, ossia la E 350 CDI BlueEFFICIENCY 4-Matic, la E 500 V8 4-Matic e la E 350 4-Matic. Mentre le prime due sono dal punto di vista del motore identiche alle corrispondenti versioni a trazione posteriore, la E 350 4-Matic monta invece il V6 da 3,5 litri ad iniezione indiretta, della potenza di 272 CV. In alcuni mercati, ma non in quello italiano né in quello tedesco, quest'ultima motorizzazione è abbinata anche alla sola trazione posteriore.
Sempre entro l'estate del 2009, ma poco dopo, viene lanciata la E 63 AMG, la potente versione di punta equipaggiata con il motore V8 M156 da 6208 cm³, rivista nell'officina AMG di Affalterbach ed in grado di erogare 525 CV. Tale versione è stata proposta anche in versione Performance, cioè con limitatore di velocità spostato da 250 a 300 km/h.
Nel settembre del 2009 viene lanciata la versione di base, ossia la E 200 CGI, anch'essa con motore ad iniezione diretta, in questo caso costituito da una versione depotenziata del propulsore della E 250 CGI, la cui potenza scende da 204 a 184 CV. Sempre nel settembre del 2009 è stata lanciata un'altra versione di base, stavolta sul fronte dei diesel: la E 200 CDI BlueEFFICIENCY, è equipaggiata con il solito quattro cilindri da 2143 cm³, motore stavolta in grado di erogare solo 136 CV, ma più che sufficienti per ottenere un'ottima fruibilità, grazie soprattutto al generoso apporto di coppia motrice. Contemporaneamente a questi due modelli è stata infine introdotta anche la S212 ossia la station wagon.
Tra la seconda metà del 2009 e l'inizio del 2010 venne lanciata anche la gamma W207, consistente nei modelli E Coupé ed E Cabriolet, destinati a rimpiazzare la gamma W209 della Classe CLK, ma stavolta meccanicamente derivati in gran parte dalla W212.

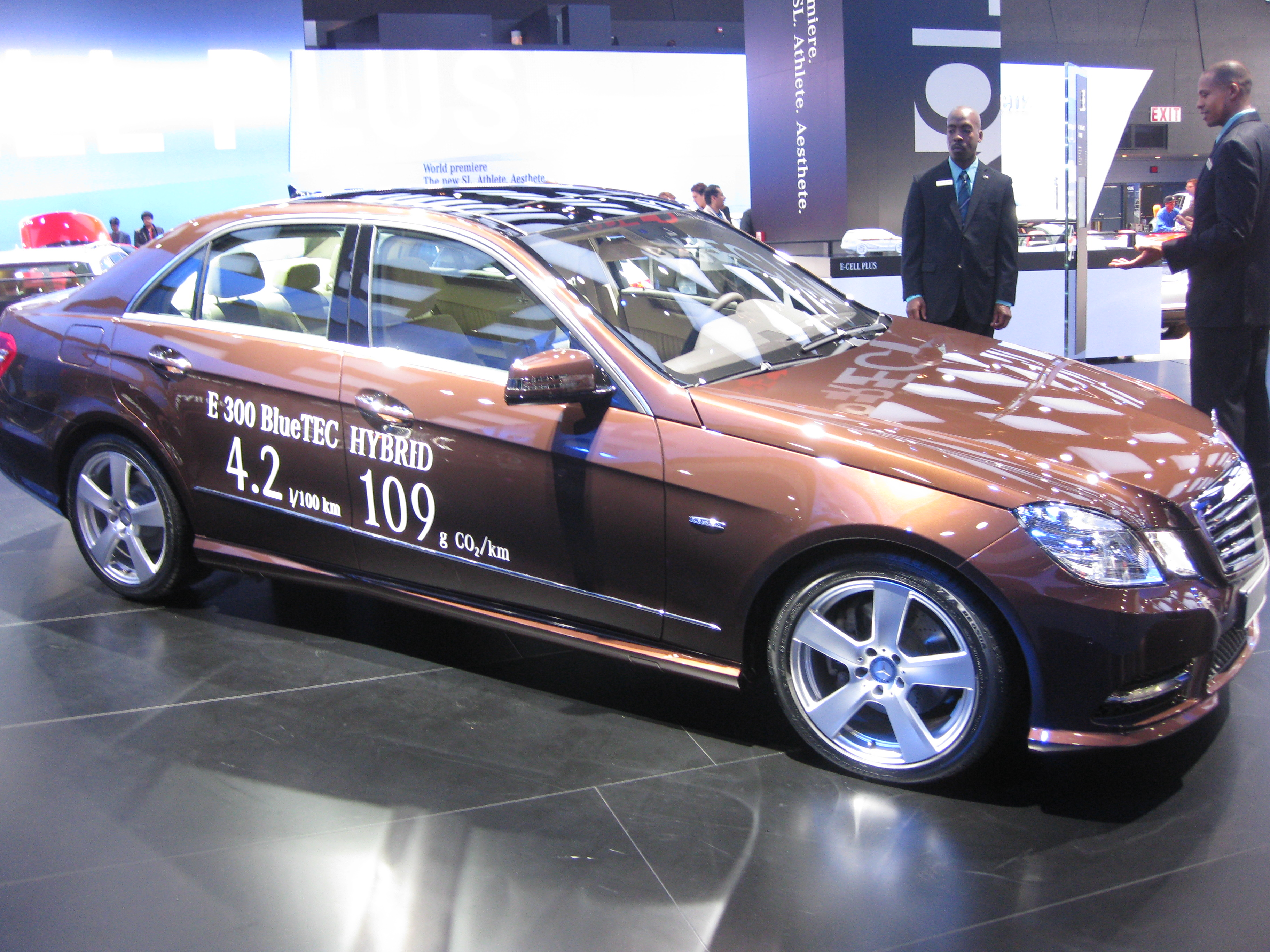
LA E300 Hybrid presentata a Detroit nel 2012

All'inizio del 2010 è stata lanciata la E 300 CDI BlueEFFICIENCY, che monta lo stesso motore delle altre W212 con motore V6 a gasolio, ma depotenziato a 204 CV. Nella seconda metà dello stesso anno, però, questo modello e la E 350 CDI BlueEFFICIENCY sono state riviste nel propulsore ed i due valori di potenza massima sono passati rispettivamente da 204 a 231 CV e da 231 a 265 CV. Tale aggiornamento, però, non è stato introdotto per tutti i mercati: in alcuni Paesi, come per esempio il nostro, le prestazioni dei due modelli sono rimaste invariate.
Nel 2011 si hanno numerose novità, per cominciare vengono lanciati due modelli di bassa gamma: il primo, la E 200 NGT, con alimentazione bi-fuel benzina/metano e motore 1,8 litri Kompressor da 163 CV di potenza massima; il secondo modello è la E 250 CDI 4MATIC, che porta anche sulla E 250 CDI la trazione integrale (la versione a trazione posteriore è comunque disponibile). Mentre la E 200 NGT è disponibile solo con carrozzeria berlina, la E 250 CDI 4MATIC può essere ottenuta anche come station wagon. In primavera, la E63 AMG beneficia dell'arrivo del nuovo motore 5,5 litri biturbo, sempre da 525 CV, ma in grado di consumare ed inquinare meno. La maggior parte delle novità si hanno a settembre: la E 350 BlueEFFICIENCY vede l'arrivo del nuovo V6 da 3,5 litri con potenza salita da 292 a 306 CV; inoltre compare in listino la E 300 BlueEFFICIENCY, spinta da una versione depotenziata dello stesso V6: in questo caso la potenza massima è di 252 CV. Infine, la E 500 V8 viene sostituita dalla E 500 BlueEFFICIENCY, equipaggiata con il nuovo V8 biturbo da 4,7 litri, in grado di erogare 408 CV di potenza massima. I nuovi modelli E 300, E 350 e E 500 sono stati resi disponibili a richiesta anche con la trazione integrale 4Matic.
All'inizio del 2012, sparisce l'allestimento Avantgarde AMG ed anche un allestimento minore, denominato Elegance Plus e nel frattempo entrato in listino, viene eliminato. A febbraio, si ha un lieve restyling, visibile specialmente nella parte anteriore, ed in particolare nel paraurti, ridisegnato e reso più aggressivo. Anche internamente si hanno poche novità. Dal punto di vista tecnico, esordisce il cambio automatico 7G-Tronic Plus con leva del cambio Direct-Select spostata dal pavimento al piantone dello sterzo e con palette dietro alla corona del volante. Nell'estate dello stesso anno fa il suo debutto la E 300 BlueTEC Hybrid, prima Mercedes-Benz di serie con motore a combustione interna accoppiato ad un motore elettrico. In questo caso, il propulsore utilizzato è l'unità da 2,1 litri bi-turbodiesel da 204 CV, interfacciato con un motore elettrico da 27 CV. La presentazione al pubblico di questa versione e del suo propulsore (sistemato sopra un apposito espositore) avviene al Salone di Parigi, all'inizio dell'autunno seguente. Sempre restando nel settore delle versioni ibride, nell'estate del 2012 è stata introdotta anche un'altra versione, stavolta limitatamente ai mercati nordamericani e ad alcuni mercati asiatici: si tratta della E 400 Hybrid, spinta dal noto V6 da 3,5 litri e 306 CV, accoppiato però ad un motore elettrico da 27 CV.

### Il restyling del 2013 e la seconda parte della carriera

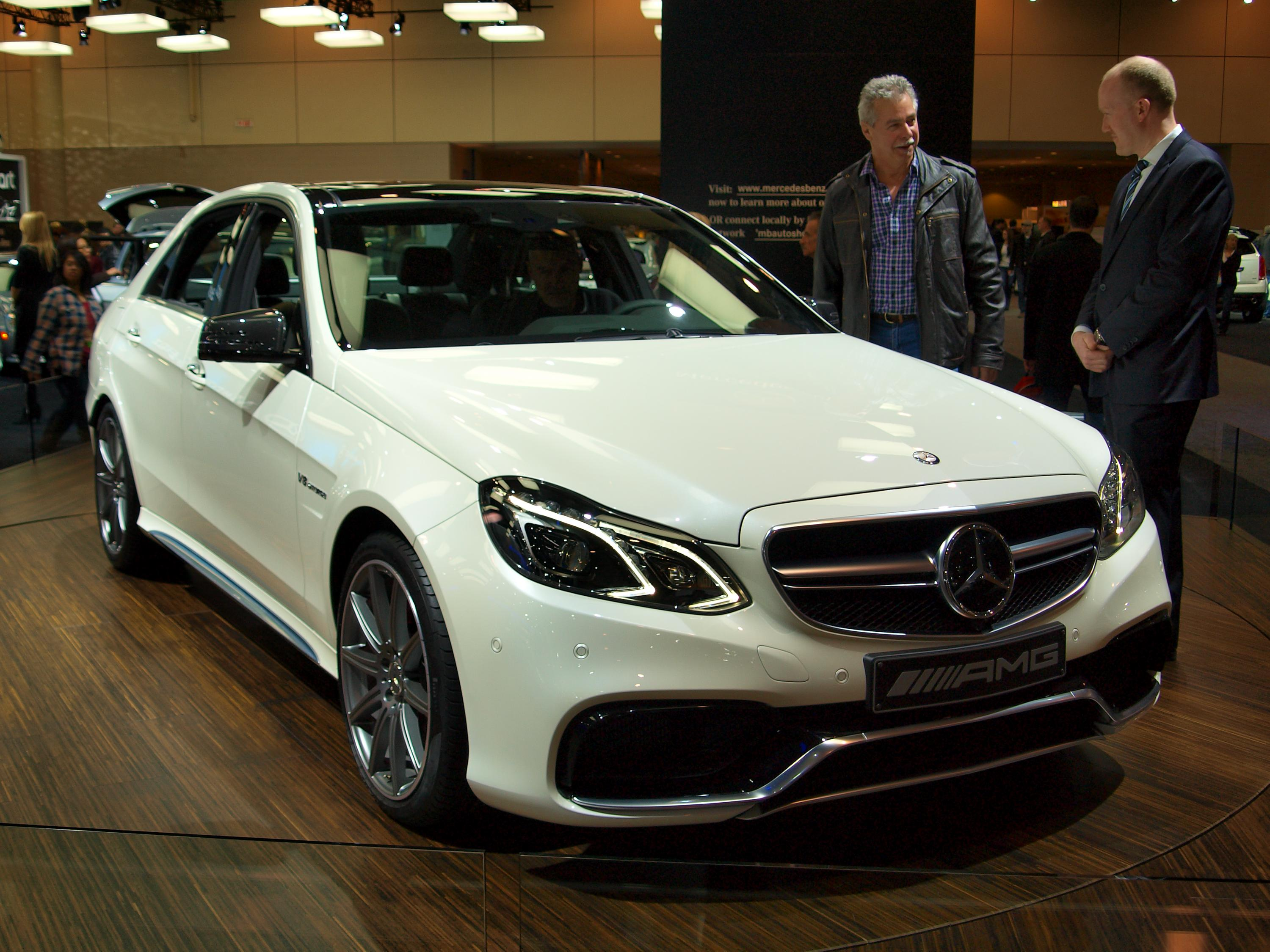
Una W212 dopo il restyling d'inizio 2013

Nel gennaio del 2013, al Salone di Detroit, è stato presentato in anteprima mondiale il restyling della W212: a cambiare è innanzitutto il frontale, con nuovi gruppi ottici in un sol pezzo e dal disegno più morbido. Si tratta di un ritorno al gruppo ottico unico dopo quasi vent'anni, e precisamente da quando fu tolta di produzione la serie 124. I fari, tra l'altro, possono essere anche scelti con tecnologia full-LED, per la prima volta su una Classe E. Inoltre è stata ridisegnata anche la grande calandra, tagliata in due da una sola, spessa barra cromata orizzontale sulla quale troneggia il grande logo della Casa tedesca. In ogni caso è possibile optare per una calandra più classica con più listelli orizzontali. Ridisegnato anche il paraurti anteriore, ora dal disegno più aggressivo, con tre grandi prese d'aria. Novità anche nella vista laterale, dove spicca su tutti la nuova zona posteriore, dove la bombatura in stile rétro che avvolgeva il parafango posteriore è stata eliminata a favore di una nervatura più lineare. Anche i gruppi ottici posteriori sono stati ridisegnati, sebbene in misura inferiore: ora sono caratterizzati da una nuova grafica delle plastiche di copertura, ma la sagoma resta uguale. Infine, anche il paraurti posteriore ha subito rivisitazioni. Internamente, invece, sono stati ridisegnati il cruscotto e le bocchette di aerazione, mentre sono stati introdotti un nuovo display per il sistema multimediale ed un nuovo orologio analogico. Per quanto riguarda la dotazione, un significativo passo avanti è stato compiuto con l'arrivo del sistema Intelligent Drive, costituito da due telecamere che vigilano sulla presenza di ostacoli, vetture e/o pedoni che possono improvvisamente attraversare la strada. Fanno parte del corredo di serie anche altri dispositivi come l'Attention Assist ed il Collision Prevention Assist. Per quanto riguarda i motori, anche qui si hanno diverse novità in tutti i livelli della gamma: la versione di base, la E 200, e la più briosa E 250, rinunciano al vecchio 1.8 turbo in favore del più moderno 2 litri, sempre sovralimentato e con prestazioni migliori dal punto di vista della coppia motrice, mentre i valori di potenza massima sono pressoché simili. per quanto riguarda i motori V6, sparisce dal listino l'ormai anziano 3,5 litri da 272 CV ad iniezione indiretta, mentre debutta un nuovo 3 litri turbo da 333 CV, montato sulla nuova E 400, la quale, però, è prevista inizialmente solo in alcuni mercati tra cui non figura quello italiano. Nelle versioni di punta, la E 63 AMG viene proposta con potenza salita a 557 CV, mentre al di sopra di essa viene posta una nuova variante, ossia la E 63 AMG 4MATIC, ossia la prima vettura Mercedes-Benz di tipo tradizionale (quindi non SUV e né crossover) ad abbinare la griffe AMG alla trazione integrale. In tale versione la potenza è stata ulteriormente accresciuta, fino a 585 CV, anche se è comunque disponibile la variante "normale" con motore da 557 CV. Le versioni AMG sono inoltre caratterizzate da alcuni componenti di carrozzeria specifici, come il paraurti anteriore, dotato di un'unica grande "bocca". Sul fronte dei diesel, invece, le novità sono concentrate nei motori a 6 cilindri. Innanzitutto si ha l'arrivo della E 300 BlueTEC, che abbina i pregi dell'additivo AdBlue a quelli del generoso motore da 3 litri già presente nella precedente E 300 BlueEFFICIENCY. Le prestazioni sono sostanzialmente simili ma il motore è più "pulito". Un'altra novità a gasolio riguarda l'arrivo della nuova E 350 BlueTEC, che va a sostituire due modelli, ossia la precedente E 350 BlueTEC da 211 CV e la E 350 CDI BlueEFFICIENCY da 265 CV. Le prestazioni della nuova E 350 BlueTEC sono di livello intermedio, con una potenza di 252 CV ed una coppia massima pari a quella del modello uscente più performante. Alcune novità si ebbero anche in alcuni diesel di cilindrata inferiore: nei Paesi in cui la E 250 CDI era prevista con il cambio automatico a 5 rapporti, questo lasciò il posto ad una nuova unità a 7 rapporti.

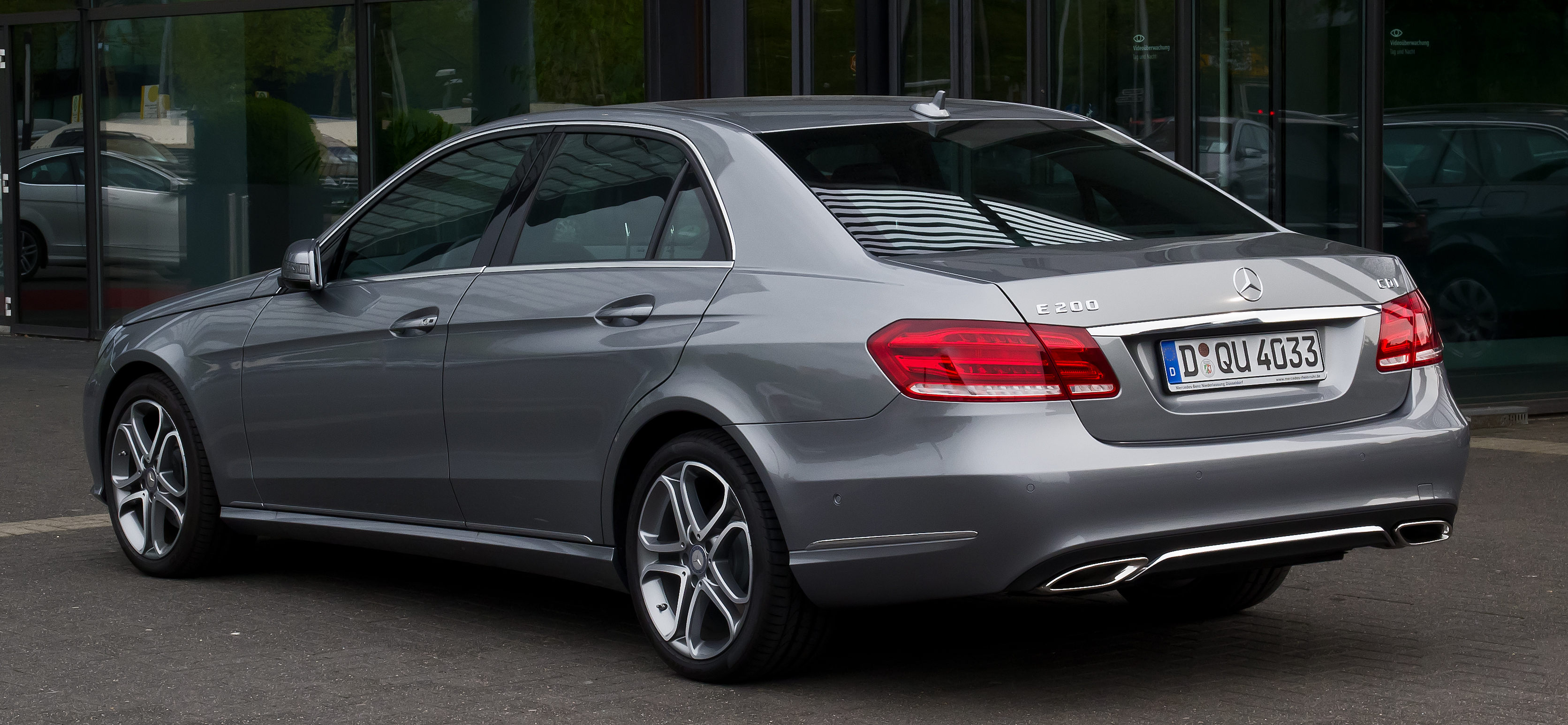
Vista posteriore di una E 200 CDI dopo il restyling del 2013

Tra la fine del 2013 e l'inizio del 2014 compare nei listini anche la nuova versione bi-fuel, denominata stavolta NGD e spinta dal 2 litri che già equipaggia le E 200 di base, ma con potenza ridotta da 184 a 156 CV.
Alla fine dell'estate del 2014, la E 350 BlueTEC vede la propria potenza salire da 252 a 258 CV e l'arrivo di un nuovo cambio automatico a 9 rapporti. Sempre in quel periodo la tecnologia BlueTEC viene estesa ai modelli diesel E 200, E 220 ed E 250 (questi ultimi anche con trazione integrale e cambio automatico a 7 rapporti), che sostituiscono i rispettivi modelli CDI. Per quanto riguarda i motori a benzina, la E 400 pensiona il proprio motore da 3 litri in favore di un nuovo motore da 3,5 litri, sempre con 333 CV ma più ricco di coppia motrice ai bassi regimi.
La produzione della berlina termina alla fine del 2015: per smaltire le scorte giacenti, però, la vettura rimane in listino ancora fino al mese di febbraio, per poi fare spazio alla nuova berlina basata sulla nuova generazione della Classe E, vale a dire la W213.

### La versione station wagon

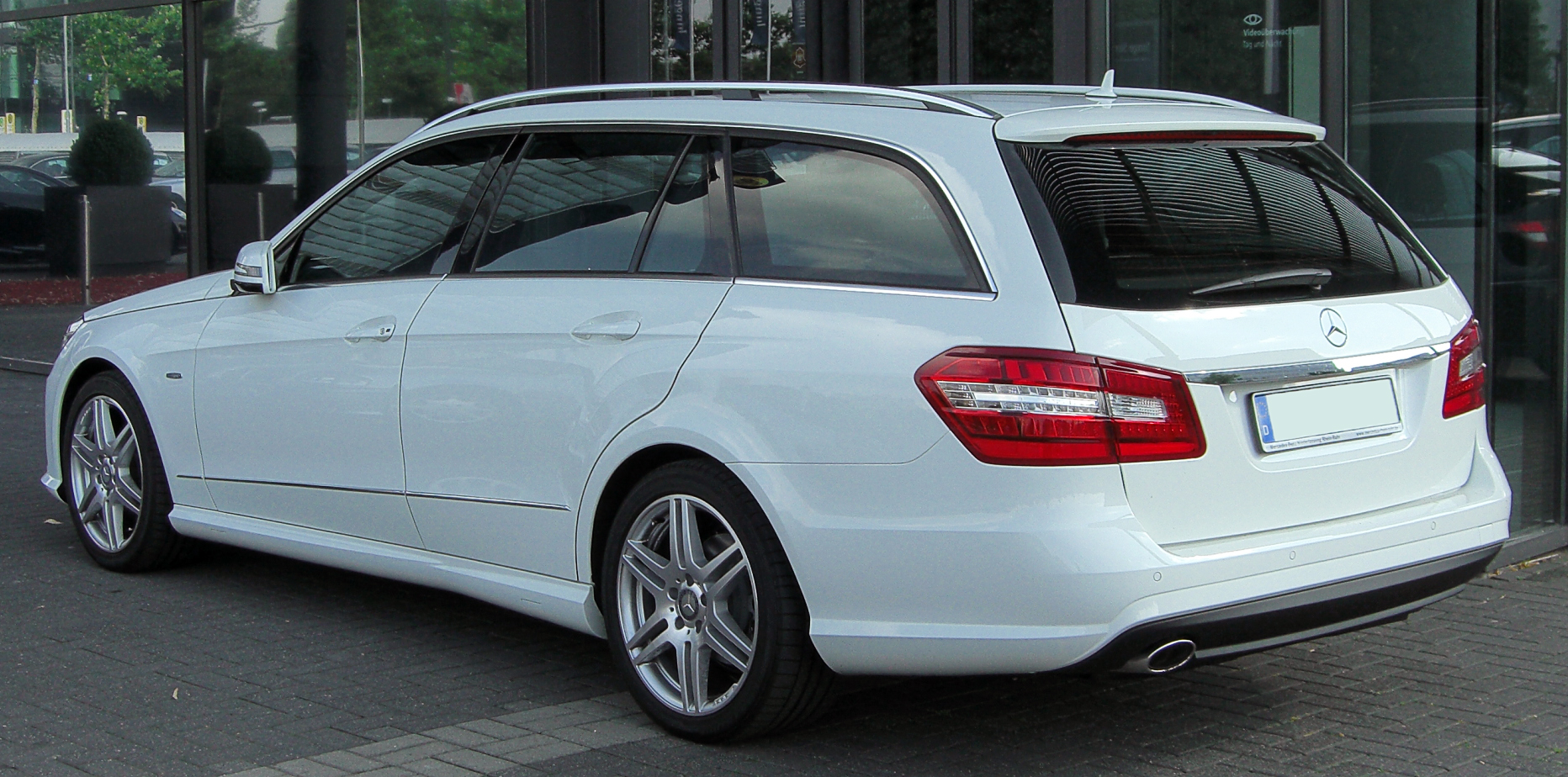
Una E250 CDI SW

La versione station wagon S212 è stata introdotta nel mese di settembre del 2009: fino a quel momento il ruolo di familiare del segmento E era stato ricoperto dalla S211, rimasta in listino anche dopo l'avvio della commercializzazione della nuova berlina W212.
Rispetto alla precedente station wagon, la S212 offre in pratica lo stesso bagagliaio in termini di capacità: 695 litri che diventano 1.950 abbattendo il divano posteriore. Ciò introduce ad una delle novità della S212: il divano è infatti abbattibile mediante due leve poste nel bagagliaio stesso, le quali permettono ognuna di abbattere una delle due porzioni del divano stesso, oppure tutte e due nel caso si azionino entrambe le leve. In questo caso si dispone di un vano di carico lungo due metri e completamente piatto. Nell'allestimento Avantgarde, poi, è disponibile anche un comando per l'apertura automatica del bagagliaio con la tendina che si ripiega automaticamente all'interno. Infine, sotto il piano di carico è ricavato un doppiofondo che contiene una cesta ripiegabile supplementare.
Meccanicamente, uno degli aspetti più significativi della SW rispetto alla berlina sta nel fatto che la SW monta di serie le sospensioni posteriori pneumatiche, in modo tale da mantenere costante l'assetto anche a pieno carico. A richiesta è possibile avere le sospensioni pneumatiche anche all'avantreno, che normalmente monta invece delle tradizionali molle elicoidali. La gamma iniziale si compone delle motorizzazioni: V6 ad iniezione diretta (E 350 CGI), V8 da 5,5 litri (E 500), 2,1 biturbo diesel common rail da 170 e 204 CV (E 220 CDI ed E 250 CDI) e 3 litri turbodiesel common rail da 231 CV (E 350 CDI V6). In seguito, nel gennaio del 2010 sarebbero arrivate molte altre motorizzazioni già disponibili nella gamma della berlina, vale a dire il 2,1 litri turbodiesel da 136 CV e le versioni E 350 4MATIC ed E 350 CDI 4MATIC. Nel luglio dello stesso anno viene introdotta la E 350 BlueTEC SW, mentre nel gennaio del 2011, fa il suo ingresso in listino anche la potenziata E 63 AMG SW da 525 CV.
Nel 2012 il motore ibrido della E 300 BlueTEC Hybrid fa il suo debutto anche nella versione station wagon, mentre all'inizio dell'anno seguente, il restyling e gli aggiornamenti di gamma che hanno interessato in contemporanea la berlina, vengono proposti anche sulla SW.
Con la scomparsa della berlina dai listini, avvenuta nel febbraio 2016, la versione station wagon rimase però in listino ancora per alcuni mesi in più, precisamente fino al mese di luglio, dopodiché le subentrò la nuova station wagon basata sul pianale della W213.

### Versioni ibride

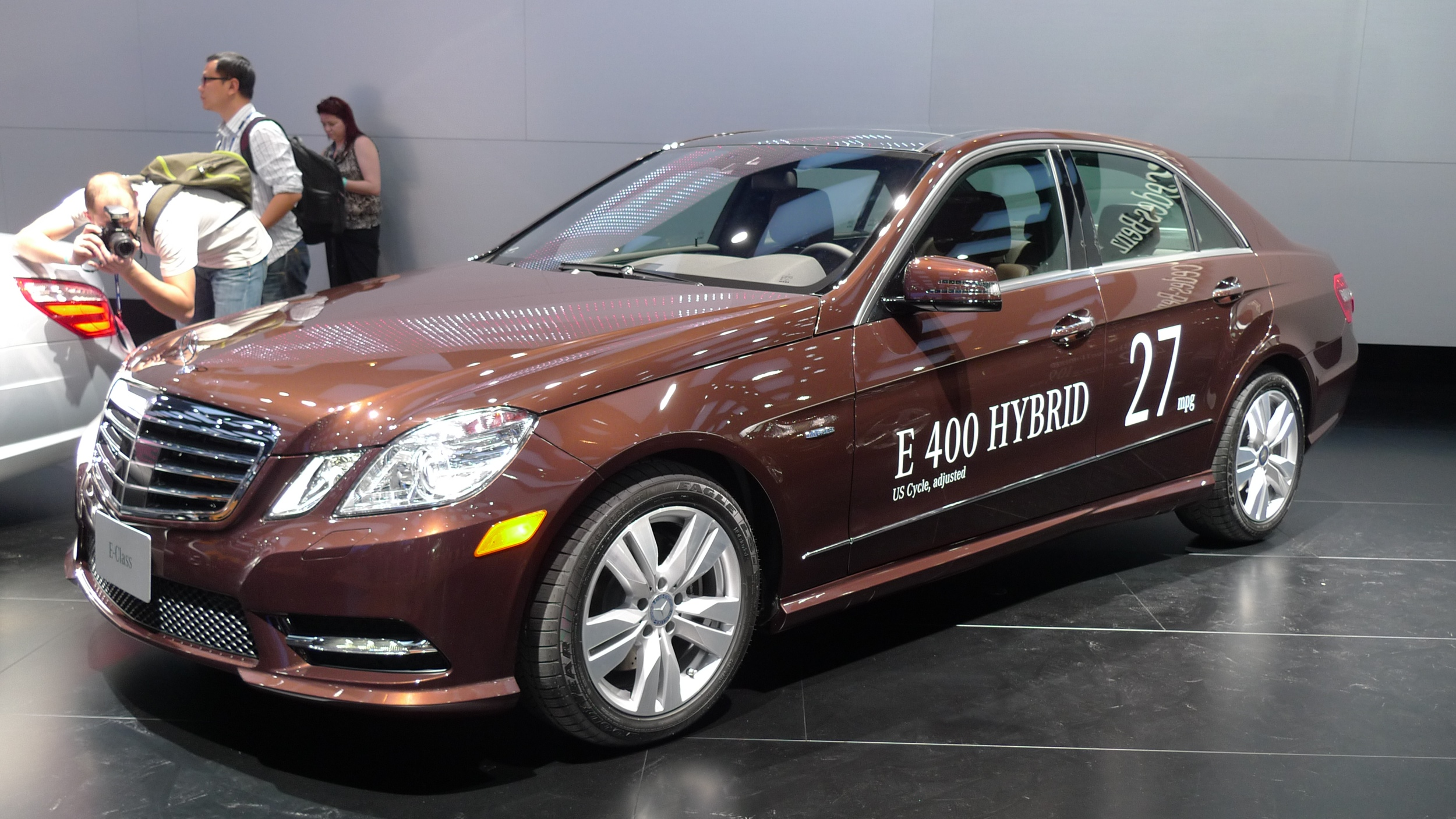
Una E 400 Hybrid

Le due versioni ibride della gamma W212 hanno entrambe esordito nel 2012: la prima a debuttare è stata la E 400 Hybrid, introdotta nel giugno del 2012 e prevista unicamente per i mercati nordamericani. Questa vettura è equipaggiata con un V6 della famiglia M276, la stessa unità da 306 CV utilizzata anche nella versione non ibrida, la E 350. A tale propulsore è accoppiata anche un'unità elettrica da 27 CV, unità alimentata da batterie al litio. Il gruppo motopropulsore è completato dal cambio automatico 7G-TRONIC Plus, evoluzione del precedente 7G-TRONIC, da cui si differenzia per la presenza del dispositivo Stop&Start (presente anche su altri modelli della gamma). La velocità massima è autolimitata a 250 km/h, raggiunti con meno emissioni e consumi più contenuti. La E 400 Hybrid è prevista solo con carrozzeria berlina.
Tre mesi dopo la E 400 Hybrid, ha fatto il suo debutto anche la E 300 BlueTEC Hybrid, che invece è prevista per i mercati europei. Tale versione costituisce la prima Mercedes-Benz di serie con propulsione ibrida del tipo gasolio/elettrico: il suo motore a combustione interna è infatti il già noto 4 cilindri in linea OM651 da 2143 cm³ con doppia sovralimentazione ed in grado di erogare 204 CV ai quali si aggiunge l'apporto di 27 CV del motore elettrico. Inoltre, essendo un motore con tecnologia BlueTEC, il 3 litri utilizzato si avvale del contributo dell'additivo AdBlue, che rende più "puliti" i fumi allo scarico. Disponibile anche come station wagon, la E 300 BlueTEC Hybrid raggiunge una velocità massima di 242 km/h (232 per la versione SW), mentre le emissioni di anidride carbonica possono scendere fino a 107 g/km (per la berlina).

## Riepilogo caratteristiche
| Mercedes-Benz W212 (2009-16) |             |              |                                |                |                       |                |                    |                    |              |                     |                    |                      |                    |
| Modello | Carrozzeria | Sigla telaio | Motore                         | Cilindrata cm³ | Potenza CV/rpm        | Coppia Nm/rpm  | Cambio             | Massa a vuoto (kg) | Velocità max | Acceler. 0–100 km/h | Consumo (l/100 km) | Emissioni CO2 (g/km) | Anni di produzione |
| Versioni a benzina |             |              |                                |                |                       |                |                    |                    |              |                     |                    |                      |                    |
| E 200 CGI BlueEFFICIENCY | berlina     | 212.048      | M271DE18AL                     | 1796           | 184/5250              | 270/ 1800-4600 | M/6                | 1.540              | 232          | 8"5                 | 7.2                | 169                  | 09/2009-02/2013    |
| E 200 CGI BlueEFFICIENCY | SW          | 212.248      | M271DE18AL                     | 1796           | 184/5250              | 270/ 1800-4600 | M/6                | 1.660              | 225          | 8"7                 | 7.7                | 179                  | 01/2010-02/2013    |
| E 200 | berlina     | 212.034      | M274DE20AL red.                | 1991           | 184/5500              | 300/ 1200-4000 | M/6                | 1.540              | 233          | 8"2                 | 6.5                | 151                  | 03/2013-02/2016    |
| E 200 | SW          | 212.234      | M274DE20AL red.                | 1991           | 184/5500              | 300/ 1200-4000 | M/6                | 1.660              | 226          | 8"5                 | 6.7                | 157                  | 03/2013-07/2016    |
| E 250 CGI BlueEFFICIENCY1 | berlina     | 212.047      | M271DE18AL                     | 1796           | 204/5500              | 310/ 2000-4300 | 5G-TRONIC          | 1.575              | 238          | 7"8                 | 7.6                | 179                  | 06/2009-05/2011    |
| E 250 CGI BlueEFFICIENCY1 | berlina     | 212.047      | M271DE18AL                     | 1796           | 204/5500              | 310/ 2000-4300 | 7G-TRONIC Plus     | 1.575              | 240          | 7"8                 | 7.6                | 179                  | 06/2011-02/2013    |
| E 250 CGI BlueEFFICIENCY1 | SW          | 212.247      | M271DE18AL                     | 1796           | 204/5500              | 310/ 2000-4300 | 5G-TRONIC          | 1.660              | 230          | 8"4                 | 8.2                | 191                  | 01/2010-05/2011    |
| E 250 CGI BlueEFFICIENCY1 | SW          | 212.247      | M271DE18AL                     | 1796           | 204/5500              | 310/ 2000-4300 | 7G-TRONIC Plus     | 1.660              | 230          | 8"4                 | 8.2                | 191                  | 06/2011-02/2013    |
| E 250 | berlina     | 212.036      | M274DE20AL                     | 1991           | 211/5500              | 350/ 1200-4000 | 7G-TRONIC Plus     | 1.680              | 243          | 7"4                 | 6.1                | 142                  | 03/2013-02/2016    |
| E 250 | SW          | 212.236      | M274DE20AL                     | 1991           | 211/5500              | 350/ 1200-4000 | 7G-TRONIC Plus     | 1.785              | 233          | 7"8                 | 6.3                | 147                  | 03/2013-07/2016    |
| E 3002 | berlina     | -            | M272KE30                       | 2996           | 231/6000              | 300/ 2500-5000 | 7G-TRONIC          | -                  | 247          | 7"4                 | 9.3                | 217                  | 03/2009-05/20112   |
| E 3002 | berlina     | -            | M272KE30                       | 2996           | 245/6000              | 300/ 2500-5000 | 7G-TRONIC          | -                  | 247          | 7"4                 | 9.3                | 217                  | 06/2011-02/20162   |
| E 300 BlueEFFICIENCY3 | berlina     | 212.055      | M276DE35 red.                  | 3499           | 302/6500              | 370/ 3500-5250 | 7G-TRONIC Plus     | 1.655              | 250          | 7"1                 | 6.9                | 159                  | 09/2011-08/2014    |
| E 300 BlueEFFICIENCY3 | SW          | 212.255      | M276DE35 red.                  | 3499           | 302/6500              | 370/ 3500-5250 | 7G-TRONIC Plus     | 1.765              | 250          | 7"5                 | 7.2                | 165                  | 09/2011-08/2014    |
| E 300 4Matic BlueEFFICIENCY3 | berlina     | 212.080      | M276DE35 red.                  | 3499           | 252/6500              | 340/ 3500-4500 | 7G-TRONIC Plus     | 1.740              | 250          | 7"4                 | 6.9                | 174                  | 09/2011-08/2014    |
| E 300 4Matic BlueEFFICIENCY3 | SW          | 212.280      | M276DE35 red.                  | 3499           | 252/6500              | 340/ 3500-4500 | 7G-TRONIC Plus     | 1.845              | 250          | 7"8                 | 7.2                | 184                  | 09/2011-08/2014    |
| E 350 4MATIC4 | berlina     | 212.087      | M272E35 (272.977)              | 3499           | 272/60002             | 350/ 2400-5000 | 7G-TRONIC          | 1.730              | 250          | 7"2                 | 9.6                | 226                  | 09/2009-09/2011    |
| E 350 4MATIC4 | SW          | 212.287      | M272E35 (272.977)              | 3499           | 272/60002             | 350/ 2400-5000 | 7G-TRONIC          | 1.840              | 243          | 7"5                 | 10.3               | 241                  | 01/2010-09/2011    |
| E 350 CGI BlueEFFICIENCY | berlina     | 212.057      | M272DE35 (272.983)             | 3499           | 292/6400              | 365/ 3000-5100 | 7G-TRONIC          | 1.660              | 250          | 6"8                 | 8.5                | 199                  | 03/2009-08/2011    |
| E 350 CGI BlueEFFICIENCY | SW          | 212.257      | M272DE35 (272.983)             | 3499           | 292/6400              | 365/ 3000-5100 | 7G-TRONIC          | 1.770              | 250          | 7"                  | 6.9                | 208                  | 09/2009-08/2011    |
| E 350 | berlina     | 212.059      | M276DE35                       | 3499           | 306/6500              | 370/ 3500-5250 | 7G-TRONIC Plus     | 1.660              | 250          | 6"3                 | 6.9                | 159                  | 09/2011-08/2014    |
| E 350 | SW          | 212.259      | M276DE35                       | 3499           | 306/6500              | 370/ 3500-5250 | 7G-TRONIC Plus     | 1.770              | 250          | 6"7                 | 7.2                | 165                  | 09/2011-08/2014    |
| E 350 4Matic | berlina     | 212.088      | M276DE35                       | 3499           | 306/6500              | 370/ 3500-5250 | 7G-TRONIC Plus     | 1.750              | 250          | 6"6                 | 7.5                | 174                  | 09/2011-08/2014    |
| E 350 4Matic | SW          | 212.288      | M276DE35                       | 3499           | 306/6500              | 370/ 3500-5250 | 7G-TRONIC Plus     | 1.850              | 250          | 7"1                 | 7.9                | 184                  | 09/2011-08/2014    |
| E 400 | berlina     | 212.065      | M276DE30AL                     | 2996           | 333/ 5250-6000        | 480/ 1400-4000 | 7G-TRONIC Plus     | 1.735              | 250          | 5"3                 | 7.9                | 185                  | 06/2013-08/20145   |
| E 400 | berlina     | 212.061      | M276DE35AL                     | 3498           | 333/ 5250-6000        | 480/ 1200-4000 | 7G-TRONIC Plus     | 1.710              | 250          | 5"3                 | 6.9                | 160                  | 09/2014-02/20166   |
| E 400 | SW          | 212.265      | M276DE30AL                     | 2996           | 333/ 5250-6000        | 480/ 1400-4000 | 7G-TRONIC Plus     | 1.830              | 250          | 5"4                 | 8                  | 184                  | 06/2013-08/20145   |
| E 400 | SW          | 212.261      | M276DE35AL                     | 3498           | 333/ 5250-6000        | 480/ 1200-4000 | 7G-TRONIC Plus     | 1.810              | 250          | 5"4                 | 7.9                | 171                  | 09/2014-07/20165   |
| E 400 4MATIC | berlina     | 212.067      | M276DE30AL                     | 2996           | 333/ 5250-6000        | 480/ 1400-4000 | 7G-TRONIC Plus     | 1.825              | 250          | 5"3                 | 8.5                | 199                  | 04/2013-08/20145   |
| E 400 4MATIC | berlina     | 212.099      | M276DE35AL                     | 3498           | 333/ 5250-6000        | 480/ 1200-4000 | 7G-TRONIC Plus     | 1.770              | 250          | 5"3                 | 7.7                | 172                  | 09/2014-02/20166   |
| E 400 4MATIC | SW          | 212.267      | M276DE30AL                     | 2996           | 333/ 5250-6000        | 480/ 1400-4000 | 7G-TRONIC Plus     | 1.920              | 250          | 5"4                 | 8.8                | 205                  | 04/2013-08/20145   |
| E 400 4MATIC | SW          | 212.299      | M276DE35AL                     | 3498           | 333/ 5250-6000        | 480/ 1200-4000 | 7G-TRONIC Plus     | 1.860              | 250          | 5"4                 | 7.7                | 180                  | 09/2014-07/20166   |
| E 500 V8 | berlina     | 212.072      | M273E55 (273.971)              | 5461           | 388/6000              | 530/ 2800-4800 | 7G-TRONIC          | 1.755              | 250          | 5"2                 | 10.8               | 253                  | 03/2009-08/2011    |
| E 500 V8 | SW          | 212.272      | M273E55 (273.971)              | 5461           | 388/6000              | 530/ 2800-4800 | 7G-TRONIC          | 1.850              | 250          | 5"4                 | 11.2               | 260                  | 09/2009-08/2011    |
| E500 V8 4MATIC | berlina     | 212.090      | M273E55 (273.971)              | 5461           | 388/6000              | 530/ 2800-4800 | 7G-TRONIC          | 1.805              | 250          | 5"4                 | 11                 | 258                  | 09/2009-08/2011    |
| E 500 BlueEFFICIENCY2 | berlina     | 212.073      | M278DE46AL red.                | 4663           | 408/ 5000-5250        | 600/ 1600-4750 | 7G-TRONIC Plus     | 1.865              | 250          | 5"2                 | 8.9                | 209                  | 09/2011-02/2016    |
| E 500 BlueEFFICIENCY2 | SW          | 212.273      | M278DE46AL red.                | 4663           | 408/ 5000-5250        | 600/ 1600-4750 | 7G-TRONIC Plus     | 1.965              | 250          | 5"4                 | 9.3                | 216                  | 09/2011-07/2016    |
| E 500 4Matic BlueEFFICIENCY2 | berlina     | 212.091      | M278DE46AL red.                | 4663           | 408/ 5000-5250        | 600/ 1600-4750 | 7G-TRONIC Plus     | 1.910              | 250          | 5"2                 | 9.4                | 219                  | 09/2011-02/2016    |
| E 500 4Matic BlueEFFICIENCY2 | SW          | 212.291      | M278DE46AL red.                | 4663           | 408/ 5000-5250        | 600/ 1600-4750 | 7G-TRONIC Plus     | 2.000              | 250          | 5"4                 | 9.5                | 222                  | 09/2011-07/2016    |
| E 63 AMG | berlina     | 212.077      | M156E63                        | 6208           | 525/6800              | 630/5200       | AMG Speedshift MCT | 1.765              | 250          | 4"5                 | 12.6               | 295                  | 08/2009-08/2011    |
| E 63 AMG | berlina     | 212.074      | M157DE55AL                     | 5461           | 525/ 5250-5750        | 700/ 1750-5000 | AMG Speedshift MCT | 1.840              | 250          | 4"5                 | 9.8                | 230                  | 09/2011-03/2013    |
| E 63 AMG | berlina     | 212.074      | M157DE55AL                     | 5461           | 557/5500              | 720/ 1750-5250 | AMG Speedshift MCT | 1.845              | 250          | 4"2                 | 9.8                | 230                  | 04/2013-02/2016    |
| E 63 AMG | SW          | 212.277      | M156E63                        | 6208           | 525/6800              | 630/5200       | AMG Speedshift MCT | 1.795              | 250          | 4"6                 | 12.9               | 299                  | 01/2010-08/2011    |
| E 63 AMG | SW          | 212.274      | M157DE55AL                     | 5461           | 525/ 5250-5750        | 700/ 1750-5000 | AMG Speedshift MCT | 1.870              | 250          | 4"4                 | 10                 | 234                  | 09/2011-07/2016    |
| E 63 AMG Performance | berlina     | 212.077      | M156E63                        | 6208           | 525/6800              | 630/5200       | AMG Speedshift MCT | 1.765              | 300          | 4"5                 | 12.6               | 295                  | 08/2009-08/2011    |
| E 63 AMG Performance | berlina     | 212.074      | M157DE55AL                     | 5461           | 557/ 5250-5750        | 800/ 2000-4500 | AMG Speedshift MCT | 1.840              | 300          | 4"2                 | 9.8                | 230                  | 09/2011-03/2013    |
| E 63 AMG Performance | SW          | 212.277      | M156E63                        | 6208           | 525/6800              | 630/5200       | AMG Speedshift MCT | 1.795              | 300          | 4"6                 | 12.9               | 299                  | 01/2011-03/2013    |
| E 63 AMG Performance | SW          | 212.274      | M157DE55AL                     | 5461           | 557/ 5250-5750        | 800/ 2000-4500 | AMG Speedshift MCT | 1.870              | 300          | 4"3                 | 10                 | 234                  | 09/2011-03/2013    |
| E 63 AMG 4MATIC | berlina     | 212.092      | M157DE55AL                     | 5461           | 557/5500              | 720/ 1750-5250 | AMG Speedshift MCT | 1.920              | 250          | 3"7                 | 10.3               | 242                  | 04/2013-02/2016    |
| E 63 AMG 4MATIC | SW          | 212.292      | M157DE55AL                     | 5461           | 557/5500              | 720/ 1750-5250 | AMG Speedshift MCT | 2.015              | 250          | 3"8                 | 10.5               | 246                  | 04/2013-07/2016    |
| E 63 AMG 4MATIC S-Modell | berlina     | 212.076      | M157DE55AL                     | 5461           | 585/5500              | 800/ 1750-5000 | AMG Speedshift MCT | 1.940              | 300          | 3"6                 | 10.3               | 242                  | 04/2013-02/2016    |
| E 63 AMG 4MATIC S-Modell | SW          | 212.276      | M157DE55AL                     | 5461           | 585/5500              | 800/ 1750-5000 | AMG Speedshift MCT | 2.035              | 280          | 3"7                 | 10.5               | 246                  | 04/2013-07/2016    |
| Versioni diesel |             |              |                                |                |                       |                |                    |                    |              |                     |                    |                      |                    |
| E 200 CDI BlueEFFICIENCY3 | berlina     | 212.005      | OM651DE22LA                    | 2143           | 136/ 2800-4600        | 360/ 1600-2600 | Manuale a 6 marce  | 1.645              | 210          | 10"2                | 5.2                | 137                  | 09/2009-08/2014    |
| E 200 CDI BlueEFFICIENCY3 | SW          | 212.205      | OM651DE22LA                    | 2143           | 136/ 2800-4600        | 360/ 1600-2600 | Manuale a 6 marce  | 1.750              | 205          | 10"9                | 6                  | 156                  | 01/2010-08/2014    |
| E 200 BlueTEC | berlina     | 212.006      | OM651DE22LA                    | 2143           | 136/ 2800-4600        | 360/ 1400-2600 | Manuale a 6 marce  | 1.660              | 210          | 10"2                | 4.7                | 119                  | 09/2014-02/2016    |
| E 200 BlueTEC | SW          | 212.206      | OM651DE22LA                    | 2143           | 136/ 2800-4600        | 360/ 1400-2600 | Manuale a 6 marce  | 1.770              | 205          | 10"7                | 5                  | 129                  | 09/2014-07/2016    |
| E 220 CDI BlueEFFICIENCY3 | berlina     | 212.002      | OM651DE22LA                    | 2143           | 170/ 3000-42007       | 400/ 1400-2800 | Manuale a 6 marce  | 1.660              | 228          | 8"7                 | 5.3                | 139                  | 03/2009-08/2014    |
| E 220 CDI BlueEFFICIENCY3 | SW          | 212.202      | OM651DE22LA                    | 2143           | 170/ 3000-42007       | 400/ 1400-2800 | Manuale a 6 marce  | 1.770              | 218          | 8"8                 | 5.8                | 150                  | 09/2009-08/2014    |
| E 220 BlueTEC | berlina     | 212.001      | OM651DE22LA                    | 2143           | 170/ 3000-4200        | 400/ 1400-2800 | Manuale a 6 marce  | 1.660              | 228          | 8"4                 | 4.6                | 118                  | 09/2014-02/2016    |
| E 220 BlueTEC | SW          | 212.201      | OM651DE22LA                    | 2143           | 170/ 3000-4200        | 400/ 1400-2800 | Manuale a 6 marce  | 1.770              | 220          | 8"9                 | 5                  | 127                  | 09/2014-07/2016    |
| E 220 BlueTEC 4MATIC | berlina     | 212.011      | OM651DE22LA                    | 2143           | 170/ 3000-4200        | 400/ 1400-2800 | 7G-TRONIC Plus     | 1.720              | 222          | 8"2                 | 5.1                | 135                  | 09/2014-02/2016    |
| E 220 BlueTEC 4MATIC | SW          | 212.211      | OM651DE22LA                    | 2143           | 170/ 3000-4200        | 400/ 1400-2800 | 7G-TRONIC Plus     | 1.830              | 220          | 8"9                 | 5.6                | 145                  | 09/2014-07/2016    |
| E 250 CDI BlueEFFICIENCY3 | berlina     | 212.003      | OM651DE22LA (651.924)          | 2143           | 204/4200              | 500/ 1600-1800 | Manuale a 6 marce  | 1.660              | 240          | 7"8                 | 5.8                | 154                  | 03/2009-08/2014    |
| E 250 CDI BlueEFFICIENCY3 | SW          | 212.203      | OM651DE22LA (651.924)          | 2143           | 204/4200              | 500/ 1600-1800 | Manuale a 6 marce  | 1.770              | 230          | 8"1                 | 6.1                | 160                  | 09/2009-08/2014    |
| E 250 CDI BlueEFFICIENCY 4MATIC3 | berlina     | 212.082      | OM651DE22LA (651.924)          | 2143           | 204/4200              | 500/ 1600-1800 | 7G-TRONIC          | 1.745              | 238          | 7"9                 | 6.3                | 164                  | 03/2011-08/2014    |
| E 250 CDI BlueEFFICIENCY 4MATIC3 | SW          | 212.282      | OM651DE22LA (651.924)          | 2143           | 204/4200              | 500/ 1600-1800 | 7G-TRONIC          | 1.855              | 230          | 8"1                 | 6.6                | 174                  | 03/2011-08/2014    |
| E 250 BlueTEC | berlina     | 212.004      | OM651DE22LA                    | 2143           | 204/3800              | 500/ 1600-1800 | Manuale a 6 marce  | 1.710              | 240          | 7"5                 | 5                  | 127                  | 09/2014-02/2016    |
| E 250 BlueTEC | SW          | 212.204      | OM651DE22LA                    | 2143           | 204/3800              | 500/ 1600-1800 | Manuale a 6 marce  | 1.820              | 232          | 7"8                 | 5.2                | 133                  | 09/2014-07/2016    |
| E 250 BlueTEC 4MATIC | berlina     | 212.097      | OM651DE22LA                    | 2143           | 204/3800              | 500/ 1600-1800 | 7G-TRONIC Plus     | 1.800              | 238          | 7"8                 | 5.5                | 139                  | 09/2014-02/2016    |
| E 250 BlueTEC 4MATIC | SW          | 212.297      | OM651DE22LA                    | 2143           | 204/3800              | 500/ 1600-1800 | 7G-TRONIC Plus     | 1.830              | 230          | 8"1                 | 5"8                | 143                  | 09/2014-07/2016    |
| E 300 CDI BlueEFFICIENCY | berlina     | 212.025      | OM642DE30LA                    | 2987           | 204/3800              | 500/1400-2400  | 7G-TRONIC          | 1.750              | 240          | 7"9                 | 6.8                | 186                  | 01/2010-07/2010    |
| E 300 CDI BlueEFFICIENCY | berlina     | 212.025      | OM642DE30LA                    | 2987           | 231/3800              | 540/ 1600-2400 | 7G-TRONIC          | 1.750              | 250          | 6"8                 | 6.8                | 186                  | 07/2010-11/2011    |
| E 300 CDI BlueEFFICIENCY | berlina     | 212.025      | OM642LSDE30LA                  | 2987           | 231/3800              | 540/ 1550-2400 | 7G-TRONIC Plus     | -                  | 250          | 6"8                 | 6.1                | 159                  | 12/2011-02/2013    |
| E 300 CDI BlueEFFICIENCY | SW          | 212.225      | OM642DE30LA                    | 2987           | 204/3800              | 500/ 1400-2400 | 7G-TRONIC          | 1.850              | 230          | 8"3                 | 7                  | 185                  | 01/2010-07/2010    |
| E 300 CDI BlueEFFICIENCY | SW          | 212.225      | OM642DE30LA                    | 2987           | 231/3800              | 540/ 1600-2400 | 7G-TRONIC          | 1.850              | 250          | 7"2                 | 7                  | -                    | 07/2010-11/2011    |
| E 300 CDI BlueEFFICIENCY | SW          | 212.225      | OM642LSDE30LA                  | 2987           | 231/3800              | 540/ 1550-2400 | 7G-TRONIC Plus     | 1.980              | 240          | 7"2                 | 6.4                | 169                  | 12/2011-02/2013    |
| E 300 BlueTEC | berlina     | 212.027      | OM642LSDE30LA                  | 2987           | 231/3800              | 540/ 1550-2400 | 7G-TRONIC Plus     | 1.885              | 250          | 7"1                 | 6                  | 157                  | 03/2013-02/2016    |
| E 300 BlueTEC | SW          | 212.227      | OM642LSDE30LA                  | 2987           | 231/3800              | 540/ 1550-2400 | 7G-TRONIC Plus     | 1.980              | 240          | 7"4                 | 6.2                | 162                  | 03/2013-07/2016    |
| E 350 BlueTEC | berlina     | 212.024      | OM642DE30LA                    | 2987           | 211/3400              | 540/ 1600-2400 | 7G-TRONIC8         | 1.770              | 240          | 7"8                 | 6.8                | 180                  | 09/2009-02/2013    |
| E 350 BlueTEC | berlina     | 212.026      | OM642LSDE30LA                  | 2987           | 252/3600              | 620/ 1600-2400 | 7G-TRONIC Plus     | 1.810              | 250          | 6"6                 | 6                  | 157                  | 03/2013-08/2014    |
| E 350 BlueTEC | berlina     | 212.026      | OM642LSDE30LA                  | 2987           | 258/3400              | 620/ 1600-2400 | 9G-TRONIC          | 1.770              | 250          | 6"4                 | 5                  | 133                  | 09/2014-02/2016    |
| E 350 BlueTEC | SW          | 212.224      | OM642DE30LA                    | 2987           | 211/3400              | 540/ 1600-2400 | 7G-TRONIC8         | 1.880              | 232          | 8                   | 7.2                | 189                  | 07/2010-02/2013    |
| E 350 BlueTEC | SW          | 212.226      | OM642LSDE30LA                  | 2987           | 252/3600              | 620/ 1600-2400 | 7G-TRONIC Plus     | 1.880              | 245          | 6"9                 | 6.2                | 162                  | 03/2013-08/2014    |
| E 350 BlueTEC | SW          | 212.226      | OM642LSDE30LA                  | 2987           | 252/3400              | 620/ 1600-2400 | 9G-TRONIC          | 1.880              | 250          | 6"6                 | 5.3                | 138                  | 09/2014-07/2016    |
| E 350 BlueTEC 4MATIC | berlina     | 212.094      | OM642LSDE30LA                  | 2987           | 252/3600              | 620/ 1600-2400 | 7G-TRONIC Plus     | 1.880              | 245          | 6"7                 | 6.4                | 169                  | 03/2013-08/2014    |
| E 350 BlueTEC 4MATIC | berlina     | 212.094      | OM642LSDE30LA                  | 2987           | 258/3600              | 620/ 1400-2400 | 9G-TRONIC          | 1.840              | 250          | 6"6                 | 5.8                | 150                  | 09/2014-02/2016    |
| E 350 BlueTEC 4MATIC | SW          | 212.294      | OM642LSDE30LA                  | 2987           | 252/3600              | 620/ 1600-2400 | 7G-TRONIC Plus     | 1.960              | 240          | 7"                  | 6.5                | 173                  | 03/2013-08/2014    |
| E 350 BlueTEC 4MATIC | SW          | 212.294      | OM642LSDE30LA                  | 2987           | 258/3600              | 620/ 1400-2400 | 9G-TRONIC          | 1.940              | 240          | 6"8                 | 6.1                | 160                  | 09/2014-07/2016    |
| E 350 CDI BlueEFFICIENCY | berlina     | 212.025      | OM642DE30LA (642.850)          | 2987           | 231/3800              | 540/ 1600-2400 | 7G-TRONIC          | 1.750              | 250          | 6"8                 | 6.8                | 179                  | 03/2009-07/2010    |
| E 350 CDI BlueEFFICIENCY | berlina     | 212.025      | OM642DE30LA (642.850)          | 2987           | 265/3800              | 620/ 1600-2400 | 7G-TRONIC          | 1.760              | 250          | 6"2                 | 6                  | 159                  | 07/2010-02/2013    |
| E 350 CDI BlueEFFICIENCY | SW          | 212.225      | OM642DE30LA (642.850)          | 2987           | 231/3800              | 540/ 1600-2400 | 7G-TRONIC          | 1.850              | 240          | 7"2                 | 7.3                | 192                  | 09/2009-07/2010    |
| E 350 CDI BlueEFFICIENCY | SW          | 212.225      | OM642DE30LA (642.850)          | 2987           | 265/3800              | 620/ 1600-2400 | 7G-TRONIC          | 1.870              | 250          | 7"4                 | 6.4                | 169                  | 07/2010-02/2013    |
| E 350 CDI BlueEFFICIENCY 4MATIC | berlina     | 212.089      | OM642DE30LA (642.850)          | 2987           | 231/3800              | 540/ 1600-2400 | 7G-TRONIC          | 1.815              | 245          | 7"1                 | 7                  | 183                  | 09/2009-10/2010    |
| E 350 CDI BlueEFFICIENCY 4MATIC | berlina     | 212.089      | OM642DE30LA (642.850)          | 2987           | 265/3800              | 620/ 1600-2400 | 7G-TRONIC          | 1.825              | 250          | 6"7                 | 6.6                | 173                  | 10/2010-02/2013    |
| E 350 CDI BlueEFFICIENCY 4MATIC | SW          | 212.289      | OM642DE30LA (642.850)          | 2987           | 231/3800              | 540/ 1600-2400 | 7G-TRONIC          | 1.915              | 235          | 7"5                 | 7.7                | 203                  | 01/2010-10/2010    |
| E 350 CDI BlueEFFICIENCY 4MATIC | SW          | 212.289      | OM642DE30LA (642.850)          | 2987           | 265/3800              | 620/ 1600-2400 | 7G-TRONIC          | 1.935              | 245          | 7                   | 6.7                | 200                  | 10/2010-02/2013    |
| Versioni bi-fuel benzina/metano |             |              |                                |                |                       |                |                    |                    |              |                     |                    |                      |                    |
| E 200 NGT BlueEFFICIENCY | berlina     | 212.041      | M271DE18ML NGT                 | 1796           | 163/5500              | 240/ 3000-4000 | A/5                | 1.540              | 224          | 10"4                | 8.1                | 149                  | 03/2011-02/2013    |
| E 200 NGD | berlina     | -            | M274DE20AL NGD                 | 1991           | 156/5000              | 270/ 1250-4000 | 7G-Tronic-PLUS     | 1.720              | 220          | 10"4                | 6.6                | 147                  | 02/2014-02/2016    |
| Versioni ibride |             |              |                                |                |                       |                |                    |                    |              |                     |                    |                      |                    |
| E 300 BlueTEC Hybrid | berlina     | -            | OM651DE22LA + motore elettrico | 2143           | 204/ 2800-4600 + 27CV | 360/ 1600-2600 | AS/7               | 1.845              | 242          | 7"5                 | 4.3                | 112                  | 09/2012-06/2015    |
| E 300 BlueTEC Hybrid | SW          | -            | OM651DE22LA + motore elettrico | 2143           | 204/ 2800-4600 + 27CV | 360/ 1600-2600 | AS/7               | 1.955              | 232          | 7"8                 | 7                  | 119                  | 09/2012-06/2015    |
| E 400 Hybrid9 | berlina     | -            | M276DE35 + motore elettrico    | 3498           | 306/6500 + 27         | 370 + 250      | 7G-TRONIC Plus     | 1.930              | 250          | 6"7                 | 9.2                | -                    | 06/2012-02/20169   |
| Note: 1Commercializzata come E 260 nel mercato cinese ²Prevista solo per il mercato cinese e per alcuni altri mercati asiatici ³Dal 02/2013, la denominazione ufficiale perde la dicitura BlueEFFICIENCY 4Commercializzata in alcuni Paesi asiatici anche con trazione posteriore 5Non prevista per il mercato italiano 6Per il mercato italiano a partire dal 02/2015 7Per il solo mercato belga, la potenza massima è ridotta a 163 CV fra 3000 e 4200 giri/min: la E 220 CDI per tale mercato viene prodotta fino al 06/2013 8A partire dall'11/2011, viene montato il cambio 7G-TRONIC Plus 9Prevista solo per il Nordamerica e successivamente anche per alcuni mercati asiatici tra cui Cina e Giappone |             |              |                                |                |                       |                |                    |                    |              |                     |                    |                      |                    |